# Aspilota deserta
Aspilota deserta är en stekelart som beskrevs av Papp 1967. Aspilota deserta ingår i släktet Aspilota och familjen bracksteklar. Inga underarter finns listade.